# مورتس

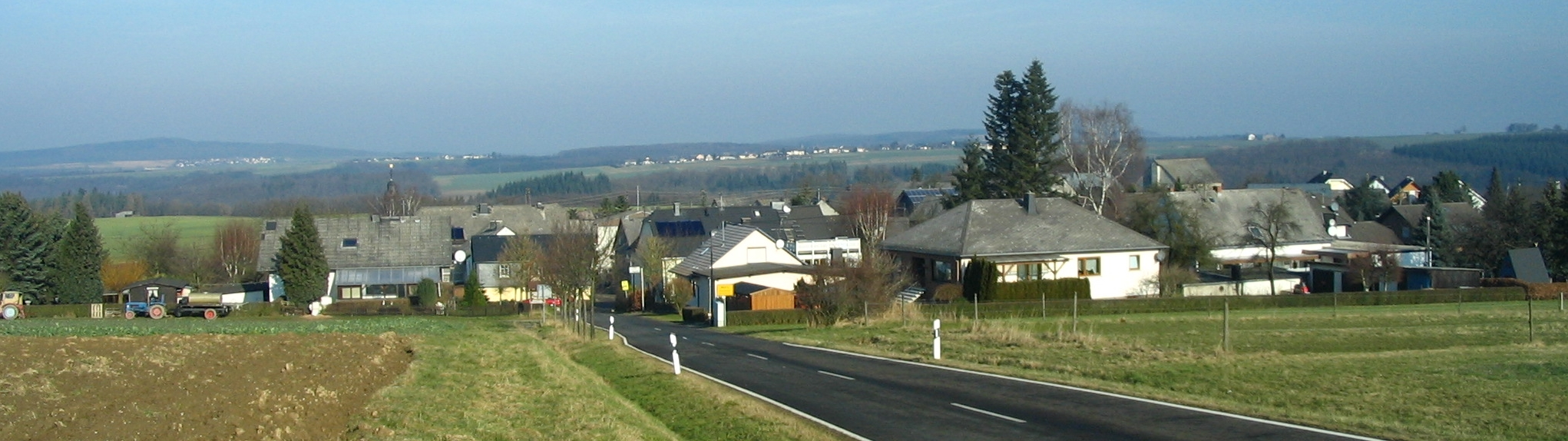

مورتس (بالألمانية: Mörz) هي منطقة تابعة لمدينة مونسترمافلد في راينلاند بالاتينات في ألمانيا، يسكن في هذه القرية 196 شخصاً، من المشاهير الذين ولدو فيها المغني الألماني الشهير والذي كان من ضمن فرقة مودرن تولكينغ توماس أنديرس ورسام اللوحات جوزيف فولف.

## وصلات خارجية
- موقع مورتس